# Sost
Sost é uma comuna francesa na região administrativa de Occitânia, no departamento dos Altos Pirenéus. Estende-se por uma área de 32,05 km². Em 2010 a comuna tinha 98 habitantes (densidade: 3,1 hab./km²).